# Regionais de Belo Horizonte
As administrações regionais de Belo Horizonte são espécies de subprefeituras, o município de Belo Horizonte está subadministrado em nove administrações regionais, cada uma delas, por sua vez, administram as nove regiões administrativas no município. Criadas em 1983, a jurisdição das administrações regionais levam em conta a posição geográfica e a história de ocupação das regiões administrativas.
Cabe às administrações regionais a desconcentração e descentralização administrativas no âmbito de suas respectivas jurisdições, para atendimento ao público e outras atividades como:
- contribuir para a formulação do Plano de Ação do Governo Municipal propondo Programas Setoriais de sua competência e colaborando na elaboração de Programas Gerais;
- cumprir políticas e diretrizes definidas no Plano de Ação do Governo Municipal e nos Programas Gerais e Setoriais inerentes à Administração Regional;
- analisar as alterações verificadas nas previsões do orçamento anual e plurianual necessárias ao desempenho das atividades da Administração Regional;
- promover a articulação da Administração Regional com órgãos e entidades da Administração Pública e da iniciativa privada, visando ao cumprimento de suas atividades;
- cumprir e fazer cumprir as normas vigentes na Administração Municipal;
- acompanhar assuntos de interesse do Município, concernentes a programas e projetos que visem a desconcentração e a descentralização administrativas;
- exercer a supervisão institucional dos órgãos integrantes de sua estrutura;
- praticar outras atividades que Ihe forem atribuídas pelo Prefeito, desde que submetidas previamente à apreciação da Câmara Municipal;
- compete, ainda, às Administrações Regionais, a manutenção e execução de obras de pequeno porte tais como: abertura de ruas, patrolamento de vias públicas, encascalhamento de logradouros, calçamento ou asfaltamento de ruas, praças e avenidas, colocação de meios-fios, construção de sarjetas, manilhamento, obras de drenagem, recuperação de calçamento poliédrico e/ou pavimentação asfáltica de vias públicas (operação Tapa Buraco) e pequenos reparos em prédios e outras dependências que abrirem unidades de ensino da rede municipal.

Os cargos de direção, assistência e assessoramento da administração regional são providos por atos do prefeito.

## Limites de circunscrição das regiões administrativas
Em conformidade com a lei municipal 10.231.
Região Administrativa de Barreiro: com circunscrição na área compreendida por uma linha perimétrica que tem seu início no Viaduto da Rede Ferroviária com a Rodovia Anel Rodoviário Celso Melo de Azevedo; segue por essa até a Rodovia BR-356; segue por essa até alcançar a linha limítrofe do Município de Belo Horizonte com o Município de Nova Lima; segue por essa até a linha limítrofe com o Município de Brumadinho; segue por essa até a linha limítrofe com o Município de Ibirité; segue por essa até a linha limítrofe com o Município de Contagem; segue por essa e continua pela linha férrea até alcançar o Viaduto da Rede Ferroviária com a Rodovia Anel Rodoviário Celso Melo de Azevedo, ponto inicial desta descrição;
Região Administrativa de Centro-Sul: com circunscrição na área compreendida por uma linha perimétrica que tem seu início na Rua Itajubá com Avenida do Contorno; segue por essa avenida até a Rua Juiz da Costa Val; segue por essa até a Rua Alberto Bressane; segue por essa até a Rua Nísio Batista de Oliveir; segue por essa até a Rua Renê Renault; segue por essa até a Rua Maria Carmen Valadares; segue por essa até a Rua Doutor Jose Severino Lima Junior; segue por essa até a Rua Saint-Clair de Valadares; segue por essa até a Rua Castelo Novo; segue por essa até a Rua Ribeirão das Neves; segue por essa até a Avenida Mem de Sá; segue por essa até a Rua Levi Freire; segue por essa até a Rua Ribeirão das Neves; segue por essa até a Rua Santa Rita, em frente ao Complexo Esportivo Aglomerado da Serra Mário Ferreira Guimarães; segue por essa à esquerda, contornando o referido complexo, inclusive, até alcançar novamente a Rua Santa Rita; segue por essa até a Rua Santa Cruz; segue por essa em trecho projetado (limite entre os bairros Baleia e Fazendinha), até alcançar seu trecho implantado; segue por esse até o Centro Cultural Vila Fátima, n° 215; segue pelos muros dos fundos desse, inclusive, até alcançar a Rua São Miguel Arcanjo; segue por essa até o seu final; a partir daí, segue pelo limite entre os bairros Baleia e Nossa Senhora de Fátima; segue por esse até alcançar o Córrego São Lucas; desse ponto, segue até o limite entre os bairros Nossa Senhora de Fátima e Mangabeiras; segue por esse até o limite do Bairro Mangabeiras com o Bairro Marçola; segue por esse até alcançar a Estrada das Antenas; segue por essa até alcançar a linha limítrofe do Município de Belo Horizonte com o Município de Nova Lima; segue por essa até a estrada nova para Nova Lima; segue por essa até o acesso 2434 em frente ao BH Shopping, inclusive, alcançando a Rodovia BR-356; segue por essa até a Avenida Raja Gabaglia; segue por essa até sua interseção com a Avenida do Contorno; segue por essa até a Avenida Teresa Cristina; segue por essa até alcançar a Rua Conquista; segue por essa até a linha do metrô; segue por essa até a Avenida do Contorno, trecho também identificado como Viaduto Jornalista Oswaldo Faria; segue pela Avenida do Contorno até a Rua Itajubá, ponto inicial desta descrição;
Região Administrativa de Leste: com circunscrição na área compreendida por uma linha perimétrica que tem seu início na Avenida José Cândido da Silveira com a Rua Santa Apolônia; desse ponto, segue pela linha limítrofe do Município de Belo Horizonte com o Município de Sabará; segue por essa até a linha limítrofe entre os municípios de Nova Lima e Belo Horizonte; segue por essa até seu encontro com a Estrada das Antenas; segue por essa até o limite do Bairro Mangabeiras com o Bairro Marçola; desse segue até o limite entre os bairros Nossa Senhora de Fátima e Mangabeiras; por esse segue até alcançar o Córrego São Lucas; a partir daí, segue pelo limite entre os bairros Baleia e Nossa Senhora de Fátima; daí segue até a Rua São Miguel Arcanjo; segue por essa até alcançar o Centro Cultural Vila Fátima, n° 215, exclusive; contorna-o até atingir a Rua Santa Cruz; segue por essa até o seu final; desse ponto, segue em linha reta até atingir a Rua Santa Rita; segue por essa até alcançar o Complexo Esportivo Aglomerado da Serra Mário Ferreira Guimarães, exclusive, contornando-o até a Rua Santa Rita, por essa até a Rua Ribeirão das Neves, por essa até a Rua Levi Freire; segue por essa até a Avenida Mem de Sá; segue por essa até atingir novamente a Rua Ribeirão das Neves; segue por essa até a Rua Castelo Novo; segue por essa até a Rua Saint-Clair Valadares; segue por essa até a Rua Doutor José Severino Lima Junior; segue por essa até a Rua Renê Renault; segue por essa até a Rua Nísio Batista de Oliveira; segue por essa até a Rua Alberto Bressane; segue por essa até a Rua Juiz da Costa Val; segue por esta até a Avenida do Contorno; segue por essa até o Viaduto Jornalista Oswaldo Faria; segue por esse até atingir a linha do metrô; segue por essa até o Viaduto Leste; segue por esse, em seu trecho que dá acesso à Avenida Presidente Antônio Carlos, até a Avenida Presidente Antônio Carlos; desse ponto, segue até a Rua Dois Mil Quatrocentos e Vinte e Oito; segue por essa até a Rua Diamantina; segue por essa até a Rua Ponte Nova; segue por essa até a Rua Itamonte; segue por essa até a Rua Guanhães; segue por essa até a Praça do Túnel, exclusive; daí segue até a Rua Cyro Borja; por essa, segue, à esquerda, até a Avenida Cristiano Machado; por essa segue até a Praça Manoel Bandeira, exclusive; segue por essa até a Avenida José Cândido da Silveira; daí segue até a sua interseção com a Rua Santa Apolônia, ponto inicial desta descrição;
Região Administrativa de Nordeste: com circunscrição na área compreendida por uma linha perimétrica que tem seu início na Avenida Presidente Antônio Carlos com o Viaduto São Francisco; desse ponto, segue pela Rodovia Anel Rodoviário Celso Mello de Azevedo; por essa segue até o Viaduto Anel Rodoviário - Cristiano Machado; desse ponto, segue até a Avenida Cristiano Machado; por essa segue até a rotatória em frente à Estação de Metrô São Gabriel; nessa, segue, à direita, até a Avenida Risoleta Neves; por essa segue até alcançar o Viaduto Um Mil Novecentos e Setenta e Nove; desse ponto, segue pelo ribeirão da Onça; por esse segue até a linha limítrofe do Município de Belo Horizonte com o Município de Santa Luzia; por essa segue, à direita, até alcançar a linha limítrofe entre os municípios de Sabará e Belo Horizonte; por essa segue até a Rua Bento Gonçalves Filho com a Rua Santa Apolônia; segue por essa continuando pela linha limítrofe do Município de Belo Horizonte com o Município de Sabará até atingir a Avenida José Cândido da Silveira; por essa segue até a Praça Manoel Bandeira, inclusive; segue por essa até a Avenida Cristiano Machado; por essa segue até a Rua Cyro Borja, à direita do Túnel da Lagoinha; por essa segue até a Praça do Túnel; por essa, inclusive, segue até a Rua Guanhães; por essa segue até a Rua Itamonte; segue por essa até a Rua Ponte Nova; segue por essa até a Rua Diamantina; segue por essa até a Rua Dois Mil Quatrocentos e Vinte e Oito; segue por essa até a Avenida Presidente Antônio Carlos; segue por essa até o Viaduto São Francisco, ponto inicial desta descrição;
Região Administrativa de Noroeste: com circunscrição na área compreendida por uma linha perimétrica que tem seu início no Viaduto São Francisco com a Avenida Presidente Antônio Carlos; segue por essa até a interseção da Rua Dois Mil Quatrocentos e Vinte Oito com o Viaduto Leste; segue por esse até encontrar a linha do metrô; segue por essa até alcançar a Rua Conquista; segue por essa até a Avenida Teresa Cristina - Ribeirão Arrudas; segue por essa até o acesso Dois Mil Quatrocentos e Trinta e Um, ao lado do Campo de Futebol Nacional do Carmo; segue por esse até a Avenida Presidente Juscelino Kubitschek; segue por essa até alcançar novamente a Avenida Teresa Cristina; segue por essa até encontrar a linha do metrô; segue por essa até o Beco Imbirussu, limite entre os bairros Vila Oeste e Oeste; desse ponto, segue, em linha reta, até alcançar a Avenida Presidente Juscelino Kubitschek; segue por essa até a linha limítrofe do Município de Belo Horizonte com o Município de Contagem; segue por essa até a Rua Imperial; segue por essa até a Avenida Abílio Machado; segue por essa até a Rua Maria Magalhães de Souza; segue por essa até a Rua Clemente Barreto; segue por essa até a Rua Joaquim de Paula; segue por essa até a Rua Antônio Preto; segue por essa até a Rua David Rabelo; segue por essa até a Rua Tenente Antônio João; segue por essa até a Rua Desembargador Campos; segue por essa até a Rua Ficus; segue por essa até a Rua Desembargador Oliveira Andrade; desse ponto, segue, em linha reta, até atingir a Rodovia Anel Rodoviário Celso Mello de Azevedo; segue por essa, à esquerda, até a interseção do Viaduto São Francisco com a Avenida Presidente Antônio Carlos, ponto inicial desta descrição;
Região Administrativa de Norte: com circunscrição na área compreendida por uma linha perimétrica que tem seu início na Avenida Prefeito Américo Gianetti com a estrada nova para Santa Luzia; segue por essa estrada até a linha limítrofe do Município de Belo Horizonte com o Município de Santa Luzia; segue por essa até alcançar o encontro do rio das Velhas com o Ribeirão da Onça; segue pelo Ribeirão da Onça até alcançar o cruzamento entre o Viaduto Um Mil Novecentos e Setenta e Nove e a Avenida Risoleta Neves; segue por essa até a rotatória em frente à Estação de Metrô São Gabriel, contornando a rotatória à esquerda em ambos os lados, inclusive, até alcançar a Avenida Cristiano Machado; segue por essa, à esquerda, até a interseção da Avenida Sebastião de Brito com a Avenida Brigadeiro Antônio Cabral; desse ponto, segue pelo ribeirão Pampulha; segue por esse até encontrar o muro do Aeroporto da Pampulha, à direita do Ribeirão, no limite entre o Bairro São Bernardo e o Aeroporto; segue pelo muro do Aeroporto; segue por esse até a interseção da Rua Barão de Coromandel com a Rua Imperatriz; desse ponto, segue pela Rua Imperatriz até a Avenida Portugal; segue por essa até a Avenida Doutor Cristiano Guimarães; segue por essa até a Avenida General Olímpio Mourão Filho; segue por essa até a Avenida Dom Pedro I; segue por essa até a Rodovia Prefeito Américo Gianetti, no trecho do viaduto sobre a Avenida Vilarinho; desse ponto, segue pela Avenida Vilarinho; por essa segue até a Avenida Cristiano Machado; segue por essa até a Rodovia Prefeito Américo Gianetti; segue por essa até a estrada nova para Santa Luzia, ponto inicial desta descrição;
Região Administrativa de Oeste: com circunscrição na área compreendida por uma linha perimétrica que tem seu início na interseção da Avenida Teresa Cristina com a Avenida do Contorno; segue pela Avenida do Contorno até a Avenida Raja Gabaglia; segue por essa até a Rodovia BR-356; segue por essa até o acesso Dois Mil Quatrocentos e Trinta e Quatro, que passa em frente ao BH Shopping, exclusive; segue por esse até a estrada nova para Nova Lima; segue por essa até encontrar a linha limítrofe do Município de Belo Horizonte com o Município de Nova Lima; segue por essa até alcançar novamente a Rodovia BR-356; segue por essa até a Rodovia Anel Rodoviário Celso Mello de Azevedo; segue por essa até o Viaduto da Rede Ferroviária; a partir daí, segue pela linha férrea até alcançar a linha limítrofe com o Município de Contagem; segue por essa até a Avenida Presidente Juscelino Kubitschek; segue por essa até o Beco Imbirussu, na divisa dos bairros Vila Oeste e Oeste; desse ponto, segue, em linha reta, até alcançar a linha do metrô; segue por essa até o seu encontro com a Avenida Teresa Cristina; segue por essa até alcançar novamente a Avenida Presidente Juscelino Kubitschek; segue por essa até o acesso Dois Mil Quatrocentos e Trinta e Um; segue por esse até a Avenida Teresa Cristina - Ribeirão Arrudas; segue por essa até a Avenida do Contorno, ponto inicial desta descrição;
Região Administrativa de Pampulha: com circunscrição na área compreendida por uma linha perimétrica que tem seu início na interseção da Avenida Cristiano Machado com a Rodovia Anel Rodoviário Celso Mello de Azevedo; segue pela rodovia até a Rua Ficus; segue por essa até a Rua Desembargador Campos; segue por essa até a Rua Tenente Antônio João; segue por essa até a Rua David Rabelo; segue por essa até a Rua Antônio Preto; segue por essa até a Rua Joaquim de Paula; segue por essa até a Rua Clemente Barreto; segue por essa até a Rua Maria Magalhães de Souza; segue por essa até a Avenida Abílio Machado; segue por essa até a Rua Imperial; segue por essa até a linha limítrofe do Município de Belo Horizonte com o Município de Contagem; segue por essa até a linha limítrofe entre os municípios de Ribeirão das Neves e Belo Horizonte; segue por essa até a Avenida Horácio Terena Guimarães; segue por essa até a residência de n° 145, exclusive; desse ponto, segue pelo muro lateral dessa, em linha reta, até encontrar o canal do Córrego Olhos D’Água, ponto de interseção entre a Rua Luiz Advíncula Reis e a Avenida Francisco Negrão de Lima; segue por essa avenida até a Avenida Presidente; segue por essa até a Rua Central; segue por essa até a Rua Saide Haddad Antônio; segue por essa até o córrego da Avenida Virgílio de Melo Franco; segue por esse até alcançar o córrego da Avenida Camões; segue por esse até o Córrego Borges, na Avenida Francisca Gregory; segue por esse até a Avenida Sanitária Dois; segue por essa até a Praça Chorinho; desse ponto, segue pela Rua Doutor Álvaro Camargos; segue por essa até a Rua João Samaha; segue por essa até a Avenida Dom Pedro I; segue por essa até a Avenida General Olímpio Mourão Filho; segue por essa até a Avenida Doutor Cristiano Guimarães; segue por essa até a Avenida Portugal; segue por essa até a Rua Imperatriz; segue por essa até a Rua Barão de Coromandel; desse ponto, segue até os muros do Aeroporto da Pampulha; segue por esse até alcançar o Ribeirão Pampulha; segue por esse até a Avenida Brigadeiro Antônio Cabral; segue por essa até a interseção da Avenida Sebastião de Brito com a Avenida Cristiano Machado; segue pela Avenida Cristiano Machado, passando pela rotatória (em frente à Estação de Metrô São Gabriel), exclusive, até a Rodovia Anel Rodoviário Celso Mello de Azevedo, ponto inicial desta descrição;
Região Administrativa de Venda Nova: com circunscrição na área compreendida por uma linha perimétrica que tem seu início na linha limítrofe entre os municípios de Belo Horizonte e Santa Luzia com a estrada nova para Santa Luzia; segue pela referida estrada até a Rodovia Prefeito Américo Gianetti; segue por essa até a Avenida Cristiano Machado; segue por essa até a Avenida Vilarinho ; segue por essa até alcançar o viaduto localizado sobre a referida avenida; desse ponto, segue até a Avenida Dom Pedro I; segue por essa até a Rua João Samaha; segue por essa até a Rua Doutor Álvaro Camargos; segue por essa até a Praça Chorinho; desse ponto, segue pela Avenida Sanitária Dois; segue por essa até o Córrego Borges, na Avenida Francisca Gregory; segue por esse até o Córrego da Avenida Camões; segue por esse até o Córrego da Avenida Virgílio de Melo Franco; segue por esse até a Rua Saide Haddad Antônio; segue por essa até a Rua Central; segue por essa até a Avenida Presidente; segue por essa até a Avenida Francisco Negrão de Lima; segue por essa até a interseção do canal do Córrego Olhos D’Água e a Rua Luiz Advíncula Reis; desse ponto, segue em linha reta, passando pelo muro lateral da residência de n° 145 da Rua Horácio Terena Guimarães; segue por essa rua até a linha limítrofe do Município de Belo Horizonte com o Município de Ribeirão das Neves; segue por essa até a linha limítrofe do Município de Belo Horizonte com o Município de Vespasiano; segue por essa até a linha limítrofe do Município de Belo Horizonte com o Município de Santa Luzia; segue por essa até alcançar a estrada nova para Santa Luzia, ponto inicial desta descrição.